# Lynn Ahrens
Pour les articles homonymes, voir Ahrens.
Lynn Ahrens est une compositrice, scénariste, productrice et actrice américaine née le 1er octobre 1948 à New York, New York (États-Unis).

## Filmographie

### Comédies musicales
- Lucky Stiff (1988) (Livret et paroles)
- Once on This Island (1990) (Livret et paroles)
- My Favorite Year (1992) (Paroles)
- A Christmas Carol (1994-2004) (Co-Livret et paroles)
- Ragtime (1998) (Paroles)
- Seussical (2000) (Livret et paroles)
- A Man of No Importance (2002) (Paroles)
- Dessa Rose (2005) (Livret et paroles)
- Chita Rivera : The Dancer's Life (2005) (Paroles)
- The Glorious Ones (2007) (Livret et paroles)
- Rocky the Musical (2012) (Paroles)
- Little Dancer (2014) (Livret et paroles)
- Anastasia (2016) (Paroles)[1]

### comme compositeur
- 1980 : Drawing Power (série TV)
- 1981 : Starstruck (TV)
- 1983 : No Big Deal (TV)

### comme scénariste
- 2004 : A Christmas Carol (en)

### comme productrice
- 1982 : The Unforgivable Secret (TV)

### comme actrice
- 1973 : Schoolhouse Rock! (série TV) (voix)